# Europeiska kulturvägar
Europeiska kulturvägar är vägar genom ett eller flera europeiska länder som behandlar teman av kulturellt, socialt eller konstnärligt intresse. Vägarna utses av Europarådet, ansvarig organisation är Institut Européen des Itineraires Culturels i Luxemburg. 2012 hade totalt 29 europeiska kulturvägar utsetts. År 2021 har detta nummer stigit till 45 olika kulturvägar.
Genom Sverige går sedan 2003 ett avsnitt av Europavägen historiska teatrar. År 2010 utsågs Nidarosvägarna, pilgrimslederna genom Sverige och Norge till Olav den heliges grav i Nidarosdomen i Trondheim, till europeisk kulturväg.

## Några huvudvägar med tillkomstår
- Jakobsleden till Santiago de Compostela (1987)
- Mozartvägarna om Wolfgang Amadeus Mozart (2002)
- Hansavägarna om Hansan (1991)
- Vikingavägarna om  Vikingarnas leder (1992)
- Parker, trädgårdar och landskap (1992)
- Via Francigena (1994)
- Al-Andalusarvet om arvet efter Al-Andalus (1997)
- Kastilianska språkets väg; sefardernas rutter (2002)
- Judiska arvets europeiska vägar (2004)
- Olivträdets vägar (2005)
- Sankt Martin från Tours om Martin av Tours (2005)
- Clunaciensiska städernas nätverk (Benediktinreformen?) (2004)
- Via Regia (2005)
- Transromanica om romansk arkitektur (2006)